# Cube Zero
Cube Zero è un film del 2004 diretto da Ernie Barbarash.
Si tratta di un prequel ed è il terzo ed ultimo capitolo filmico della trilogia che inizia con Cube - Il cubo di Vincenzo Natali (1997) e prosegue con Il cubo 2 - Hypercube di Andrzej Sekuła (2002)
Per la prima volta la narrazione si sposta anche all'esterno del cubo, fornendo alcune spiegazioni sulla sua esistenza che nei primi due film non erano state fornite lasciando un alone di mistero.

## Trama
La visione inizia con la morte di uno degli sventurati: Ryjkin all'interno di un settore è investito da una pioggia di un liquido. Credendola inizialmente acqua se ne rallegra, salvo poco dopo scoprire che si tratta di un potentissimo acido ad azione lenta che lo saponifica e lo scioglie.
La raccapricciante scena è osservata tramite monitor da due tecnici. Hanno l'incarico di salvare il filmato della morte dell'uomo in una scheda personale e archiviarla. I due sono Wynn, un giovane uomo che mostra speciali doti nel prevedere e ripetere una sequenza di mosse solo avendola vista  mentalmente, e il più maturo Dodd, tutto d'un pezzo, attento osservante delle regole, religioso e gerarchicamente superiore a Wynn. In attesa del "lavoro" giocano a scacchi o leggono libri e giornali. Wynn è anche abile nel disegno e, tra gli altri, fa un disegno "agiografico" che ritrae sé stesso e Dodd quali Maestri di Scacchi, benché, grazie alle sue capacità sia nettamente più abile e svelto del compagno.
Uno dei prigionieri, Cassandra Rains, si risveglia all'interno di una delle stanze del cubo. Non ricorda niente, nemmeno il suo nome, tranne il fatto di avere una bambina. Trova gli altri derelitti, Bartok, Jellico, Meyerhold e Haskell, con il quale ha una breve colluttazione a causa del tatuaggio che riconosce come uguale a quello del soldato che le ha portato via la figlia. Lei tenta di mettersi in cammino verso una possibile uscita, ma Haskell l'avverte dicendo che molte stanze contengono trappole mortali, una delle quali ha troncato due dita della mano sinistra di Meyerhold: Rains allora rinuncia. Tutti si mettono d'accordo per identificare le trappole, lanciando dentro le stanze uno degli scarponi in dotazione a ciascuno dei prigionieri.
Bartok è il secondo a morire: entra in un settore dopo il lancio dello scarpone ma la trappola scatta a causa della secrezione acida della pelle. Muore trafitto da decine di fili metallici che lo tagliano in varie parti. In seguito a questo i superstiti disegnano una mappa del percorso sicuro usando come carta la giacca di Rains, prendono nota delle lettere presenti nel passaggio tra un settore e l'altro, che forse indicano delle coordinate.
Wynn riconosce Rains in un articolo di giornale. La donna è in testa a un gruppo di attivisti che chiedono uno sciopero. Nella cartella informativa della prigioniera da loro custodita in schedari assieme a centinaia di altre schede, Wynn scopre mancare il modulo di consenso, vale a dire l'autorizzazione della persona all'ingresso nel "Cubo". Il ragazzo non può leggere il contenuto di altre schede, è proibito, ma si convince che la stranezza possa essere ripetuta e che altri siano lì senza una causa. All'improvviso i due tecnici ricevono una chiamata telefonica dai piani superiori; li avvisano che qualcuno è vicino all'uscita. La procedura prevista in questi casi si attiva e il fuggiasco viene immobilizzato. Il prigioniero si chiama Owen e risulta essere il terzo collega della loro squadra di quattro persone. Da qualche tempo non sapevano dove fosse. Anche se è un grande amico dei due, essi devono rispettare alla lettera la "procedura d'uscita" che consiste nel porre al prigioniero due domande: dire il proprio nome e dire se crede o non crede in Dio. Owen risponde di no, e gli addetti premono un pulsante che serve ad attivare la procedura prevista per questa risposta: alla pressione del pulsante si attiva un dispositivo, che uccide Owen bruciandolo vivo.
All'interno del cubo, la ricerca della via di fuga continua e Jellico viene persa di vista dagli altri tre a causa dello spostamento del settore dentro il quale lei si trova. Nel settore Jellico viene punta da una siringa e nel suo corpo si diffonde un virus necrotizzante. Ritrovata dagli altri scatta e aggredisce Meyerhold, contagiandolo. Il virus consuma il corpo e può causare la morte nel breve periodo. Haskell propone di lasciare Meyerhold al proprio destino, ma alla fine si convince a farlo rimanere, a patto che egli testi gli ambienti per primo. Quando Meyerhold rifiuta di provare il primo settore, ritenendo, a ragione, che sia una trappola, Haskell lo spinge ugualmente dentro. Meyerhold viene così ucciso da una trappola sonora che fa esplodere cervello e tessuti, lasciando di lui solo il vestito.
Wynn, infrangendo le regole superiori e credendo che ci sia di certo un errore nella presenza dell'attraente donna nel Cubo, entra di sua volontà nel labirinto per cercarla e liberarla. Quando incontra il gruppo rimasto racconta loro il lavoro che lui e Dodd sono costretti a svolgere. Anche loro non ricordano nulla del loro passato.
Mentre avviene il colloquio il controllore rimasto, Dodd, riceve la visita di tre agenti giunti dai piani superiori: Jax, Finn e Quigley, che hanno il compito di scovare Wynn e punirlo dell'insubordinazione. Gli agenti premono alcuni tasti e le vecchie e obsolete consolle usate da Wynn e Dodd si aprono per rivelare la presenza di modernissime tecnologie (come il cibo in pillole che Wynn e soci ricevevano periodicamente all'interno tramite un ascensore), che rivelano come loro stessi siano in realtà ignari della stessa situazione in cui si trovano, e quindi come siano nient'altro che ulteriori e inconsapevoli cavie d'esperimento.
Per scongiurare la fuga, gli agenti fanno sparire le diciture presenti dei passaggi tra settori, in modo che Wynn non possa essere di nessun aiuto.
Dodd, non volendo che il suo amico muoia, sabota il sistema. Annulla ogni connessione visiva e di comando all'interno del cubo sabotando le condutture elettriche. Prive di corrente, le trappole sono inattive. Viene scoperto e Jax, l'agente al comando della missione, lo uccide, anche per recuperare un componente meccanico che Dodd stesso aveva precedentemente inghiottito e senza il quale il sistema rimane inerte. Senza programmazione il "cubo" entra in modalità "riavvio automatico" senza che i tre agenti possono modificare tale sequenza.
L'ex controllore Wynn sa che nella fase di ritorno alle impostazioni predefinite che avviene dopo dieci minuti, ogni settore incenerirà qualunque forma vivente presente. Haskell, Rains e Wynn si ritrovano adesso una nuova micidiale trappola: il tempo.
Oltretutto, gli agenti in missione (Finn e Quigley) ricevono l'ordine di riprogrammare il microchip presente dentro il cervello di Haskell (la cui installazione è obbligatoria per tutti i militari o ex militari) imponendo l'ordine di uccidere.
Haskell esegue, ma in una breve colluttazione ha la peggio contro Rains e Wynn, che proseguono la fuga. Nonostante sia moribondo, il microchip che ora lo governa gli dà volontà e forza sovrumane per inseguire i due. Tuttavia, raggiunta l'uscita ausiliaria, dove trovano il cadavere del quarto componente del gruppo di controllo, anch'egli fuggiasco, Rains e Wynn riescono fortunosamente ad uccidere il militare ed infine ad uscire dal cubo. 
Si ritrovano in un lago ai margini di un bosco, lo stesso dove erano state rapite Rains e la figlia.
Ad attenderli, nascosti tra la vegetazione, ci sono dei militari che hanno il compito di sorvegliare la zona. Mentre lei riesce a scappare, lui viene colpito da una freccia contenente un sedativo.
Wynn si risveglia legato ad un lettino di ospedale e ritrova Jax. L'agente lo informa della sua sorte: lo porteranno dentro il cubo, ma con "qualche piccola modifica" così che non possa sfruttare le sue capacità. Il ragazzo chiede allora di essere ucciso subito, è la sua volontà, ma Jax gli mostra il suo modulo d'assunzione nel quale, in una postilla, il ragazzo acconsentiva ad essere riprogrammato e/o reso prigioniero del Cubo a discrezione dei suoi capi - confermando quindi che anche Wynn, Dodd e altri erano nient'altro che cavie inconsapevoli e che il loro lavoro di gruppo di controllo dei prigionieri in realtà era fittizio.
Oramai privato di ogni possibile resistenza e speranza, un medico innesta un chip nel cervello di Wynn.
Nel Cubo egli viene trovato da un gruppo di altri prigionieri. Il ragazzo è cambiato e presenta alcuni handicap mentali.
Il film dunque si conclude con Wynn che ripete frasi e movimenti autistici dello stesso personaggio, il ritardato mentale e genio matematico apparso nel primo capitolo della trilogia (in cui il suo nome era Kazan), cioè l'unico che era riuscito a raggiungere l'uscita, facendo probabilmente intendere che pur essendo stato "mutilato" forse egli riuscirà a scappare da quella trappola infernale. Rains intanto riesce a ritrovare sua figlia e mentre l'abbraccia rimangono nascoste aspettando che i militari se ne vadano, per avere infine l'occasione per scappare, promettendo che tutti al mondo sapranno la verità.